# Malaika Mihambo
Malaika Mihambo (Heidelberg, 3 de febrero de 1994) es una deportista alemana que compite en atletismo, especialista en la prueba de salto de longitud.
Participó en tres Juegos Olímpicos de Verano, obteniendo dos medallas, oro en Tokio 2020 y plata en París 2024, en el salto de longitud, y el cuarto lugar en Río de Janeiro 2016, en la misma prueba.
Ganó dos medallas de oro en el Campeonato Mundial de Atletismo, en los años 2019 y 2022, cuatro medallas en el Campeonato Europeo de Atletismo entre los años 2016 y 2024, y dos medallas en el Campeonato Europeo de Atletismo en Pista Cubierta, en los años 2021 y 2025.
Es hija de padre tanzano y madre alemana. Estudió Ciencias Políticas en la Universidad de Mannheim y realizó un máster en Ciencias Ambientales en la Universidad de Hagen.

## Palmarés internacional
| Juegos Olímpicos                     | Juegos Olímpicos         | Juegos Olímpicos  | Juegos Olímpicos  |
| Año                                  | Lugar                    | Medalla           | Prueba            |
| ------------------------------------ | ------------------------ | ----------------- | ----------------- |
| 2020                                 | Tokio (Japón)            | Medalla de oro    | Salto de longitud |
| 2024                                 | París (Francia)          | Medalla de plata  | Salto de longitud |
| Campeonato Mundial                   |                          |                   |                   |
| Año                                  | Lugar                    | Medalla           | Prueba            |
| 2019                                 | Doha (Catar)             | Medalla de oro    | Salto de longitud |
| 2022                                 | Eugene (Estados Unidos)  | Medalla de oro    | Salto de longitud |
| Campeonato Europeo                   |                          |                   |                   |
| Año                                  | Lugar                    | Medalla           | Prueba            |
| 2016                                 | Ámsterdam (Países Bajos) | Medalla de bronce | Salto de longitud |
| 2018                                 | Berlín (Alemania)        | Medalla de oro    | Salto de longitud |
| 2022                                 | Múnich (Alemania)        | Medalla de plata  | Salto de longitud |
| 2024                                 | Roma (Italia)            | Medalla de oro    | Salto de longitud |
| Campeonato Europeo en Pista Cubierta |                          |                   |                   |
| Año                                  | Lugar                    | Medalla           | Prueba            |
| 2021                                 | Toruń (Polonia)          | Medalla de plata  | Salto de longitud |
| 2025                                 | Apeldoorn (Países Bajos) | Medalla de bronce | Salto de longitud |